# Arcomps
Arcomps – miejscowość i gmina we Francji, w Regionie Centralnym, w departamencie Cher.
Według danych na rok 1990 gminę zamieszkiwało 287 osób, a gęstość zaludnienia wynosiła 14 osób/km² (wśród 1842 gmin Regionu Centralnego Arcomps plasuje się na 854. miejscu pod względem liczby ludności, natomiast pod względem powierzchni na miejscu 642.).